# Huest
Huest là một xã thuộc tỉnh Eure trong vùng Normandie miền bắc nước Pháp.

### Huy hiệu
| Arms of Huest | The arms of Huest are blazoned: Azure, a latin cross gules between (in quarters) 1&4 a fleur de lys, and (in quarters) 2&3 a stalk of wheat bendwise sinister Or. |